# Saliva (hudební skupina)
Saliva (znamená slina) je americká rocková kapela z Bartlettu (předměstí Memphisu ve státě Tennessee) založená v roce 1996. Mixuje různé hudební styly jako např. nu metal, alternative metal, rap metal, hard rock a post-grunge.
Debutové stejnojmenné studiové album Saliva vyšlo roku 1997. K roku 2021 má na kontě celkem 11 dlouhohrajících desek.

## Diskografie

### Studiová alba
- Saliva (1997)
- Every Six Seconds (2001)
- Back into Your System (2002)
- Survival of the Sickest (2004)
- Blood Stained Love Story (2007)
- Cinco Diablo (2008)
- Under Your Skin (2011)
- In It to Win It (2013)
- Rise Up (2014)
- Love, Lies & Therapy (2016)
- 10 Lives (2018)

### Kompilace
- The 7 Series: Every Six Seconds (2003)
- Moving Forward in Reverse: Greatest Hits (2010)

### EP
- Ladies and Gentlemen Hit Pack (2007)
- Every Twenty Years (2021)